# North Haa

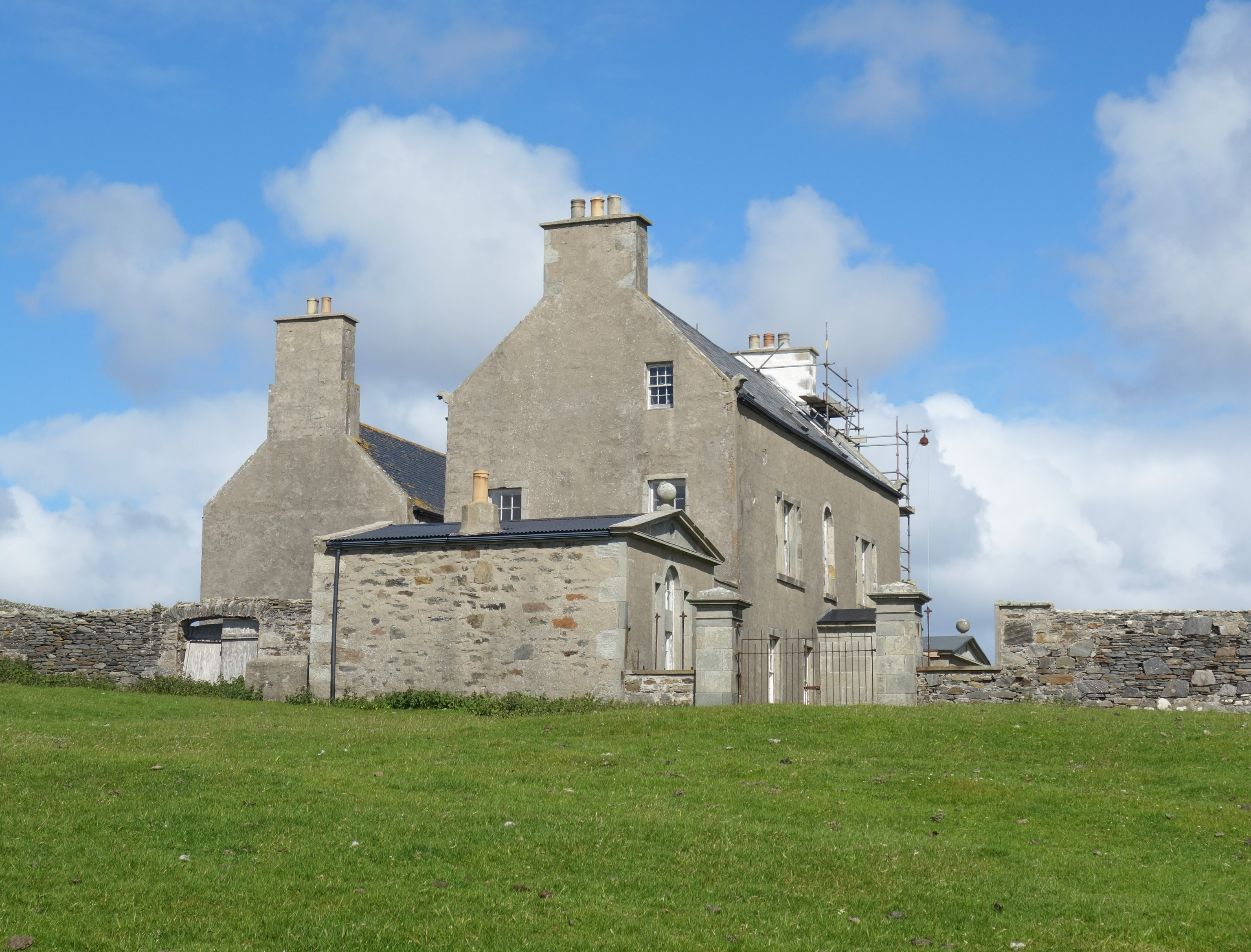
North Haa

Der North Haa ist ein ehemaliges Herrenhaus auf der schottischen Shetlandinsel Yell. 1971 wurde der North Haa in die schottischen Denkmallisten in der höchsten Kategorie A aufgenommen.

## Geschichte
Der North Haa stammt ursprünglich aus dem 17. Jahrhundert. Ein exaktes Baudatum ist nicht überliefert. Um 1770 wurde das Gebäude modernisiert und erweitert. Sein heutiges Aussehen erhielt es jedoch um 1830. John Ogilvy of Quarff ehelichte 1829 Barbara Grace Robertson, die Erbin des Anwesens, und ließ kurz darauf die Bauarbeiten durchführen. Im Rahmen dieser Maßnahme wurden die flachen Seitenflügel sowie Verzierungen hinzugefügt. Wahrscheinlich wurden auch die Gärten zu dieser Zeit in ihrer heutigen Form angelegt.

## Beschreibung
Der North Haa liegt isoliert an der Westküste der Insel Yell. Er besteht aus zwei parallel verlaufenden, länglichen Gebäudeteilen, von denen der südliche erst um 1770 hinzugefügt wurde. Beide Teile sind zweistöckig und über einen ebenfalls zweistöckigen Verbindungstrakt miteinander verbunden. Der Eingangsbereich befindet sich zentriert an der Südfassade und verfügt über ein säulengetragenes Vordach mit Ziergiebel. Oberhalb der Holztüre ist ein Oberlicht verbaut. Die umgebenden Fenster liegen auf drei Vertikalachsen. Das Fenster oberhalb der Eingangstüre schließt mit einem Rundbogen ab. Die flankierenden Seitenflügel sind mit Ziergiebeln mit blinden Ochsenaugen ausgestattet. Am nördlichen Gebäudeteil sind die Fenster ebenfalls auf drei Vertikalachsen angeordnet. Eine mittig befindliche Tür ist heute durch eine Mauer verschlossen.
Alle Fassaden sind in traditioneller Weise mit Harl verputzt. Die Fenster sind von Faschen aus Sandstein eingerahmt, mit dem auch die Gebäudekanten abgesetzt sind. Die Dächer der beiden Haupttrakte sind mit grauen Schieferschindeln gedeckt und tragen hohe Kamine an den Giebelseiten. Die flankierenden Anbauten verfügen über moderne Metalldächer. Ein im Süden angrenzender ehemaliger Garten ist von einer harlverputzten Bruchsteinmauer umgeben. Eine größere Fläche wird nördlich des Gebäudes durch eine Bruchsteinmauer abgegrenzt.